# Johann Friedrich Sehestedt
Johann Friedrich Sehestedt, dänisch: Johan Frederik Sehested (* um 1725 in Fredrikshald; † 10. Juni 1785 in Kopenhagen), war ein dänischer Generalleutnant.

## Leben

### Herkunft
Sehested war Angehöriger des dänisch-nordjütischen Adelsgeschlechts von Sehestedt. Die dänische Familie nahm den Namen Sehested wegen der Wappenähnlichkeit an. Seine Eltern waren der dänische Generalleutnant Knud Gyldenstierne Sehested (1690–1758) und Frederikke Augusta Heusner (1695–1765).

### Laufbahn
Er war bereits 1738 Kornett in einem Reiter-Regiment wurde aber 1742 zur Berittenen Garde versetzt. Dort avancierte er 1746 zum Sekondeleutnant. 1750 wurde er Sekondemajor im nationalen Dragoner-Regiment und ebd. erhielt er 1752 auch sein Beförderung zum Premiermajor. Im Jahre 1756 wechselte er zum 2. Fünen Kürassier-Regiment und stieg 1757 zum Oberstleutnant sowie 1759 zum Oberst auf. Ebenfalls im Jahre 1759 wurde er Kommandeur im nationalen Dragoner-Regiment. Sehestedt übernahm am 28. September 1763 als Chef das Kavallerie-Regiment Baudissin. Hier avancierte er 1772 zum Generalmajor. Er wurde am 21. Dezember 1774 Ritter des Dannebrogordens. Seine Beförderung zum Generalleutnant erfolgte 1785.

### Familie
Sehestedt vermählte sich 1756 in Kopenhagen mit Pouline Fabritius de Tengnagel (1738–1819). Aus der Ehe sind mehrere Kinder hervorgegangen, darunter:
- Frederikke Marie Sehested (1757–1826), ⚭ 1804 Frederik Theodor Blom (1763–1836), Weinhändler
- Johan Frederik Gyldenstierne Sehested (1765–1830), dänischer Generalmajor, ⚭I 1789 Louise Dorothea Lengnick (1765–1795); ⚭II 1797 Sofie Hedvig Agate Kaas (1774–1833)